# Weiße Bewegung

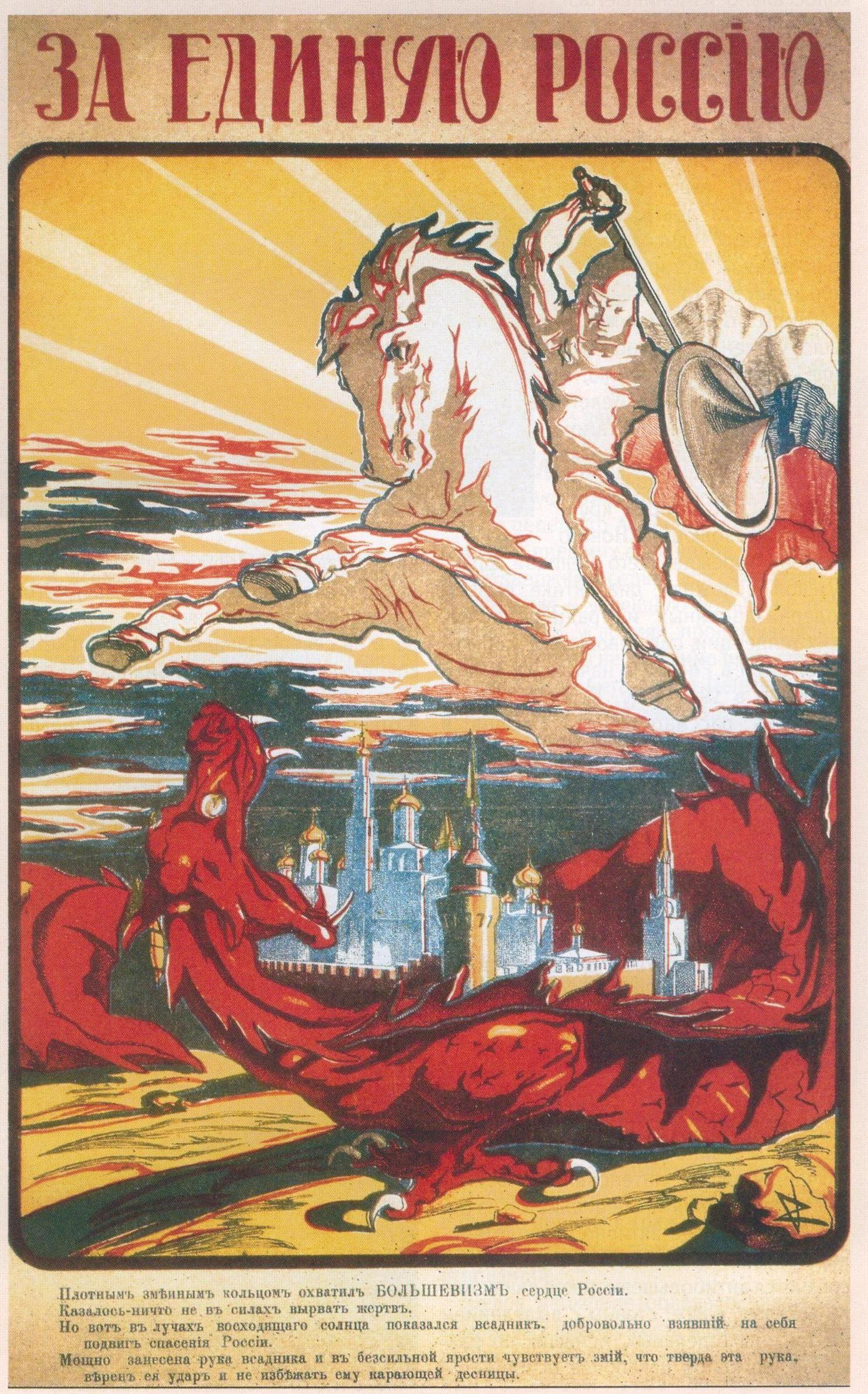
Für ein geeintes Russland, Plakat der Weißen Bewegung, 1919

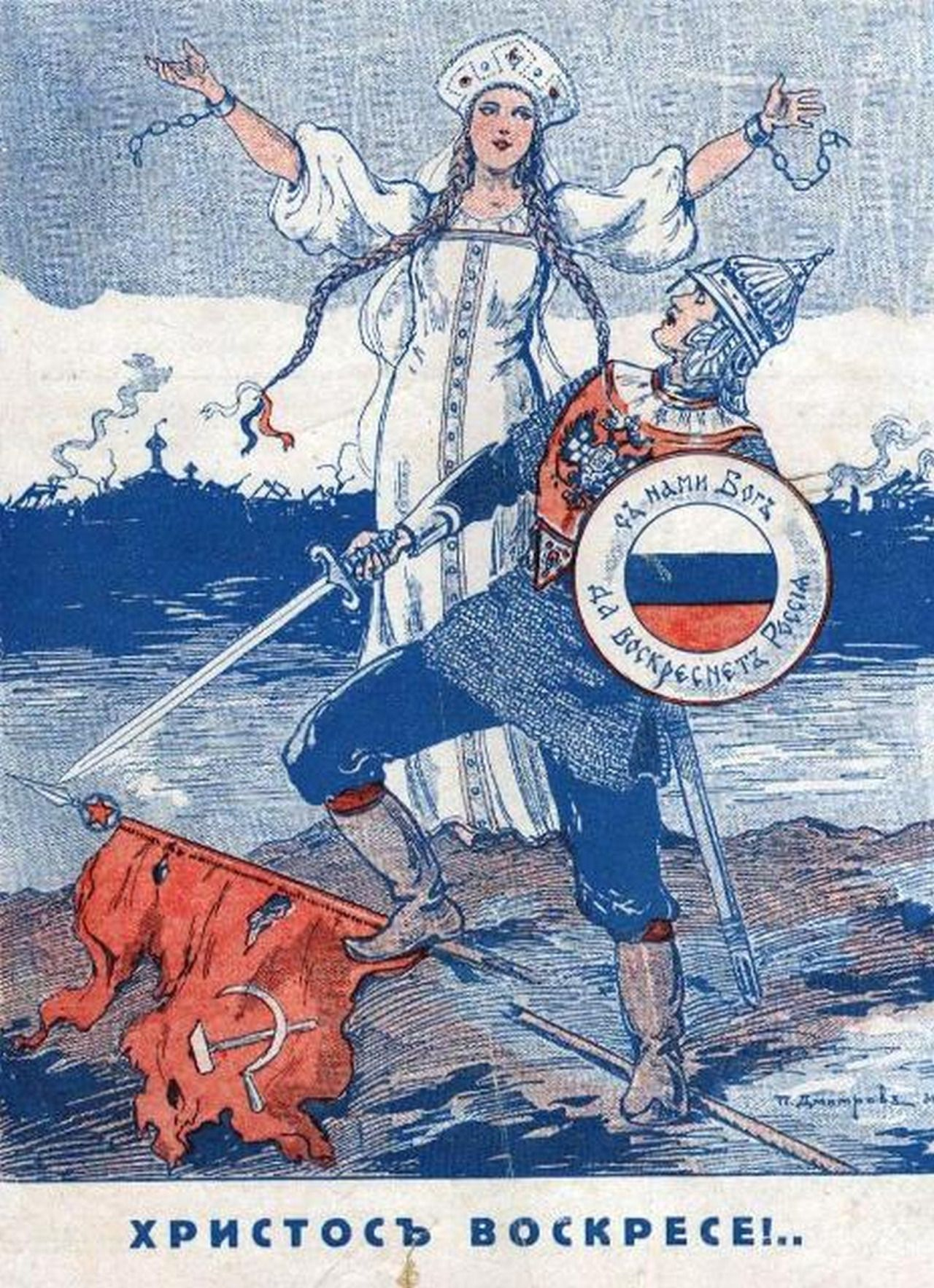
Titelseite der antisowjetischen Exilzeitschrift Tschasowoj (Der Wachtposten), Paris, ca. 1932

Weiße Bewegung (russisch Бе́лое движе́ние, auch Белое дело „Weiße Sache“ oder Белая идея „Weiße Idee“) war eine militärisch-politische Strömung verschiedener Kräfte und Gruppierungen, die sich im Verlauf des Russischen Bürgerkriegs von 1919 bis zu ihrer Vernichtung 1922 gegen die Bolschewiki und die junge Sowjetmacht formierten. Umgangssprachlich wurden sie meist schlicht als die Weißen bezeichnet.
Den bewaffneten Arm der Weißen Bewegung bildete die Weiße Armee, deren Keimzelle die sogenannte Freiwilligenarmee bildete.
Die Weiße Armee verübte während ihres Bestands zahlreiche Pogrome, vor allem an der ukrainisch-jüdischen Zivilbevölkerung, bei denen ca. 60.000 Menschen starben. Hintergrund war der seit Jahrhunderten auch in Russland verbreitete Antisemitismus und die abwertende pauschale Gleichsetzung der Juden mit den Kommunisten bzw. der jüdischen Kultur mit den Ideen des Kommunismus (vgl. „Jüdischer Bolschewismus“) (→ Weißer Terror).
Unter der Bezeichnung Weiße vereinigten sich Monarchisten, die das Zarentum wiedererrichten wollten, aber auch gemäßigte Sozialisten und Republikaner im Kampf gegen den Bolschewismus. Ihr Grundsatz: „Russland – vereint, mächtig und unteilbar“ wurde später durch die Rote Armee weitgehend verwirklicht.
Die Weiße Bewegung war de facto die stärkste antibolschewistische militärpolitische Kraft während der Zeit des Bürgerkriegs in Russland. Ihre monarchistischen, nationalistischen und demokratischen Interessen wurden in der Ukraine, im Nordkaukasus und in Mittelasien durch separatistische Bestrebungen ergänzt.
Nach der erfolgreichen Oktoberrevolution wurden die sich gegen die Revolution formierenden Weißen bereits zum Ende des Ersten Weltkriegs zur Wahrung bzw. Erweiterung der Einflusssphäre westeuropäischer Staaten durch Truppeninvasionen der Entente und deren Verbündete, (wie die USA und Japan im sibirischen Raum um Wladiwostok) bis zur Niederlage um 1922 unterstützt. 
Wichtiger für das Bürgerkriegsgeschehen waren allerdings die massiven Lieferungen und Hilfsleistungen an die weißen Truppen in Sibirien und in Südrussland. So schrieb Winston Churchill in einem Memorandum vom 15. September 1919, dass im Jahr 1919 England die enorme Summe von 100 Millionen Pfund und Frankreich zwischen 30 und 40 Millionen Pfund für die weißen Truppen in Russland ausgegeben hätten.
→ Siehe auch: Intervention der Entente-Mächte
Der Terminus der Weißen Bewegung wurde in Sowjetrussland geboren und fußte auf den weißen Uniformen der Offiziere bzw. der Kadetten. Er erfasste in den 1920er-Jahren weiter die Turkvölker des Russischen Imperiums.